# Nowe Santander

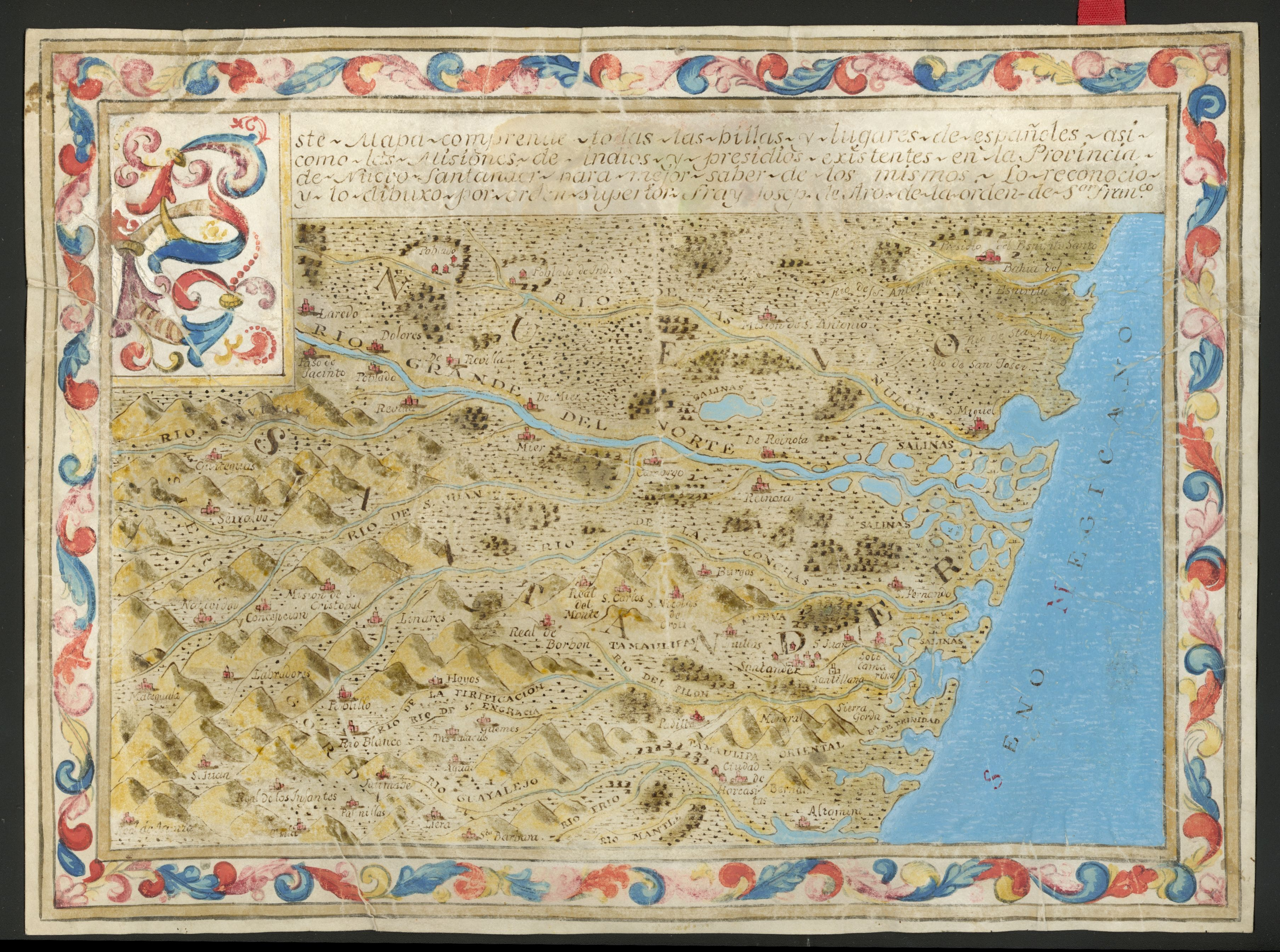
Joseph de Haro, Este Mapa [Nuevo Santander Mexico], c. 1770

Nowe Santander – dawna prowincja Nowej Hiszpanii, znajdująca się na wybrzeżu Zatoki meksykańskiej, na południe od Téjasu, a na wschód on Nowego Leonu. Terytorium stworzono we wrześniu roku 1746, a nazwano na cześć miejsca pochodzenia pomysłodawcy tj. José de Escandón.
Ideą założycielską dla Nowej Santander był pomysł stworzenia pasa osiedleńczego który odgradzałby wnętrze Meksyku od najazdów koczowniczych wojowników prerii.